# Dicranomyia (Peripheroptera) lankesteri
Dicranomyia (Peripheroptera) lankesteri is een tweevleugelige uit de familie steltmuggen (Limoniidae). De soort komt voor in het Neotropisch gebied.